# Chiesa dei Disciplini Bianchi (Asola)
Situata in Via Oberdan, a fianco della chiesa di Sant'Andrea, la chiesa dei Disciplini Bianchi prende il nome dalla confraternita dei Disciplini Bianchi, che ne fece la propria sede. È detta anche Chiesa di Santa Maria Della Misericordia.
L'edificio è di antica fondazione e fu molto rimaneggiato nella prima metà del Settecento, periodo a cui risalgono le decorazioni di gusto barocco della facciata.
L'interno è a navata unica e si caratterizza per il presbiterio sopraelevato a cui si accede tramite due rampe di scale ornate da una raffinata ringhiera di ferro battuto.

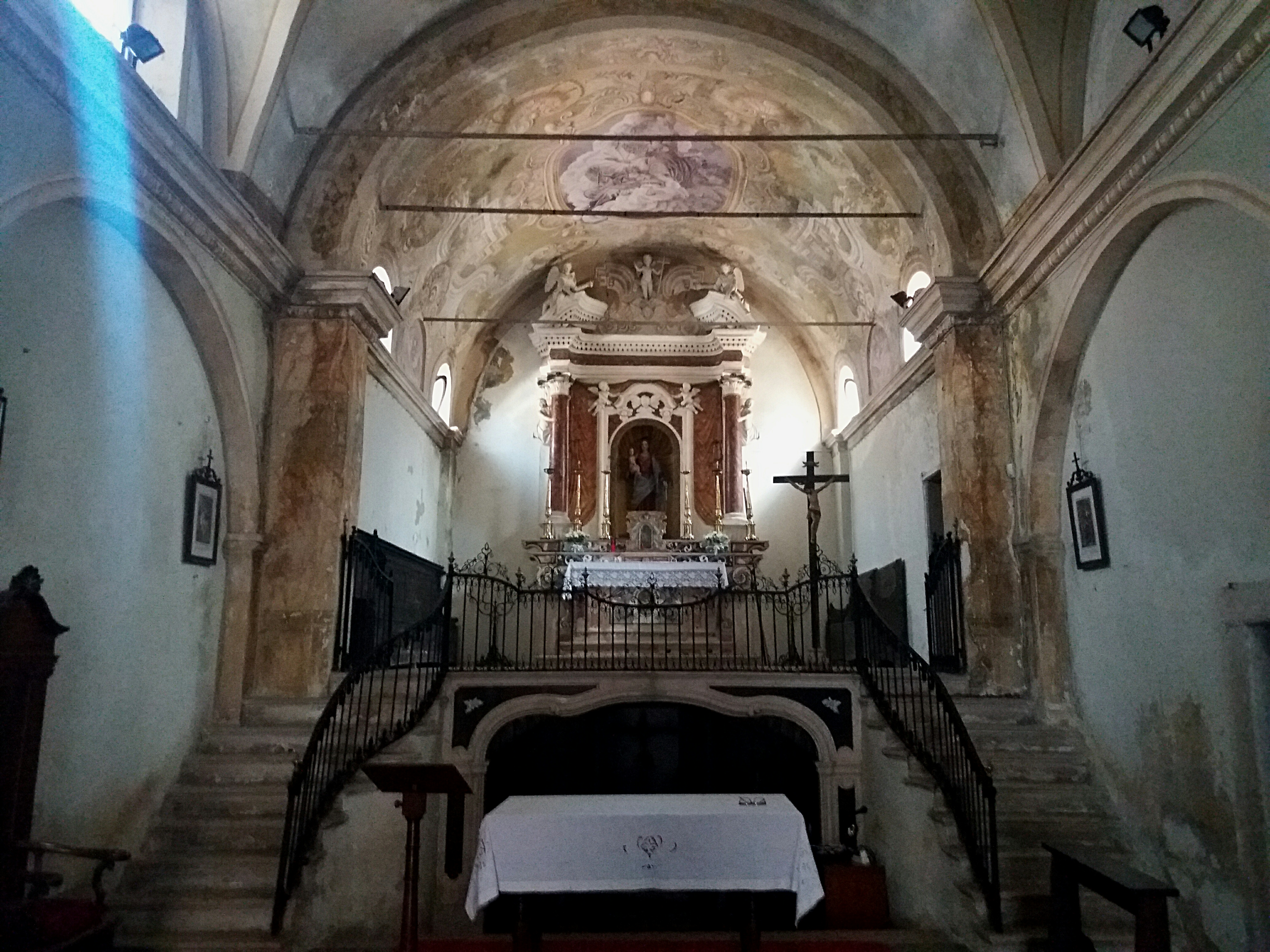
Chiesa dei Disciplini Bianchi - Interno

L'accesso alla cripta sottostante è decorato da una mostra di marmi bianchi e neri, che da una spiccata imponenza rispetto al resto della chiesa. Era adibita a memoriale del Santo Sepolcro e in essa veniva custodita la statua del Cristo Morto di Clemente Zamara. Qui i confratelli, scesi i pochi gradini, si trovavano in raccolta intimità con il Cristo deposto e praticavano il rito della flagellazione: la meditazione della Passione era infatti centrale nella spiritualità dei Disciplini.
Oltre all'altare maggiore, intitolato alla Madonna del Carmine, sono presenti due altari laterali dedicati rispettivamente alla Natività (a sinistra) e ai santi Francesco da Paola, Giovanni Nepomuceno, Faustino e Giovita (a destra).
Dietro l'altare principale, attraverso scalette, porticine e corridoi, si arriva alla sede della Corale Santa Cecilia, in attività dal 1940.